# Woori Financial Group
Woori Bank (кор. 우리은행 Ури Ынхэнъ) — корейский коммерческий банк, являющийся частью финансовой группы Woori. Штаб-квартира расположена в Сеуле. Входит в сотню крупнейших банков мира.

## История
В 1899 г. был создан Daehancheonil Bank (в дальнейшем переименован в Коммерческий Банк Кореи) В 1932 г. была создана Chosun Trust Company (в дальнейшем Ханвит Банк англ. Hanvit Bank). В 1998 произошло слияние Коммерческого Банка Кореи и Ханил Банк (англ. Hanil Bank). С 1999 по 2002 год назывался Ханвит Банк (англ. Hanvit Bank). Банк изменил название в 2002 году, так как включил в себя Коммерческий банк Кореи (англ. Commercial Bank of Korea), Ханил Банк (англ. Hanil Bank) и Банк Мира (англ. Peace Bank). В 2001 г. первый среди корейских финансовых учреждений получил сертификат на осуществление интернет-банкинга. В 2004 г. Woori Bank открыл Wooribank Bank History Museum. В 2004 году Woori Bank открыл представительство в Промышленном регионе Кэсон. В 2005 г. был открыт филиал Simcheon в Китае. В 2006 г. банк открыл свои филиалы в Гонконге и Вьетнаме. С 2010 Woori Bank начал открывать филиалы на территории Южной Кореи. В 2009 Woori Bank стал первым банком В Южной Корее, который начал выпускать дебетовые карты Union Pay в Китае, а в марте следующего года WOOri BAnk стал первым иностранным банком, который начал выпускать карты Shanghai Tourism Cards на континентальном Китае. В апреле 2012 г. банк открыл свой первый филиал в Индии, Ченнаи. Также были открыты филиалы в Бангладеш и Индонезии. 14 марта 2012 г. Woori Indonesia объявили о плене слияния с местным банком Bank Saudara. В 2015 г. был официально открыт Bank Woori Saudara Indonesia.
Его отделение Чонно в Сеуле расположено в здании Квантхонгван, старейшем в Корее банковском учреждении. 5 марта 2001 года оно было отнесено к охраняемым городским объектам.
В настоящее время финансовая группа Woori теряет позиции в Азии, уступая китайским банкам — по данным журнала «The Banker», Woori Bank в 2008 году опустился на 15 место с 11 по сравнению с предыдущим годом.
В 2007 году Woori Bank зарегистрировал дочерний банк в России, АО «Ури Банк». Ури Банк обладает лицензией на право работы с юридическими и физическими лицами и является участником системы страхования вкладов. Банк занимается расчетными и кассовыми операциями, кредитованием южнокорейских предприятий, ведущих свою деятельность на территории Российской Федерации.

### Сотрудничество
В 2001 г. банк вступил в стратегический союз с Industrial and Commercial Bank of China. В 2009 г. Woori Bank-Incheon Tourism Organization подписали соглашение об использовании Woori Bank в качестве основного банка. В ноябре того же года Ури Банк подписал Меморандум о взаимопонимании с Industrial and Commercial Bank of China (ICBC) и Standard Bank в Южной Африке содействовать развитию взаимного сотрудничества для расширения бизнеса в Африке. Ури Банк подписал деловое соглашение с China Travel Alliance для привлечения китайских туристов. 2 марта 2015 г. Woori Bank-Samsung Securities подписали соглашение по всестороннему бизнес сотрудничеству. в апреле 2015 Woori Bank-Samsung Securities открыл три комплексных финансовых центра между банком и небанковским учреждением.

## Деятельность
Woori Bank совместно со своими дочерними компаниями предоставляет коммерческие и банковские услуги для физических и юридических лиц. Оказывает поддержку корпорациям, малым и средним предприятиям. Банк осуществляет продажу ценных бумаг, предоставляет займы, потребительские кредиты и выдачу кредитных карт, а также участвует в формировании депозитов. Банк осуществляет услуги инвестиционного консалтинга и является участником системы страхования вкладов, участвует в валютных операциях.
Из 399 трлн южнокорейских вон активов на конец 2020 года 320 трлн составили выданные кредиты; объём принятых депозитов составил 291 трлн вон. Чистый процентный доход составил 6 трлн вон, комиссионный — 1 трлн. Основным регионом деятельности является Республика Корея, на неё приходится 296 трлн выданных кредитов, по 4 трлн приходится на США и КНР, 2 трлн на Великобританию, 1,4 трлн на Японию.
Основные составляющие группы:
- Woori Bank — банковские услуги, активы 374 трлн вон
- Woori Card Co., Ltd. — выпуск банковских карт, активы 11 трлн вон
- Woori Financial Capital Co., Ltd. (76.8 %) — автокредитование, активы 9 трлн вон
- Woori Investment Bank Co., Ltd. (58,7 %) — депозитарные услуги и операции с ценными бумагами, активы 4 трлн вон
- Woori Savings Bank — сберегательный банк, активы 1,2 трлн вон
- Woori Asset Trust Co., Ltd. (67,2 %) — компания по управлению REIT-фондами (Real Estate Investment Trusts, накопление средств для строительства недвижимости)
- Woori Asset Management Corp. (73 %) — управление активами (21 трлн вон под управлением)
- Woori Credit Information Co., Ltd. — составление кредитных историй клиентов
- Woori Fund Service Co., Ltd. — управление фондами (общая сумма 130 трлн вон)
- Woori Private Equity Asset Management Co., Ltd. — управление активами
- Woori Global Asset Management Co., Ltd. — управление активами
- Woori FIS Co., Ltd. — разработка программного обеспечения
- Woori Finance Research Institute Co., Ltd. — финансовый аналитический центр

Woori Bank имеет дочерние банки в США, КНР, Гонконге, России, Бразилии, Индонезии, Мьянме, Камбодже, Вьетнаме, Филиппинах и Германии.

### Социальная деятельность
Банк занимается инвестициями в НИОКР. Существует стипендиальная программа помощи студентам отправляющимся учиться в Пекин. В апреле 2014 г. банк установил деловые отношения с министерством здравоохранения и социального развития Республики Корея для содействия благотворительности. Также банк проводит активную волонтерскую деятельность.